# Cyprki
Cyprki – wieś w Polsce położona w województwie podlaskim, w powiecie grajewskim, w gminie Grajewo.
W okresie międzywojennym stacjonowała tu placówka Straży Celnej „Cyprki”.
Prywatna wieś szlachecka Różyńsko-Cyprki położona była w drugiej połowie XVI wieku w powiecie wąsoskim ziemi wiskiej województwa mazowieckiego. W latach 1975–1998 miejscowość administracyjnie należała do województwa łomżyńskiego.
Przez miejscowość przepływa Różanica.
Wierni kościoła rzymskokatolickiego należą do parafii św. Jana Pawła II Papieża w Grajewie.